# Gare de Cierreux
La gare de Cierreux est une ancienne halte ferroviaire belge de la la ligne 42, de Rivage à Gouvy-frontière qui se trouvait sur l'ancienne commune de Cierreux, rattachée à celle de Gouvy dans la province de Luxembourg, en Région wallonne. Mise en service en 1891, elle ferme en 1984.

## Situation ferroviaire
Établie à 428 m d’altitude, la gare de Cierreux était située au point kilométrique (PK) 51,4 de la la ligne 42, de Rivage à Gouvy-frontière, la halte de Salmchâteau la gare de Bovigny (toutes deux fermées).

## Histoire
Le point d'arrêt de Cierreux, administré depuis la gare de Bovigny, est mise en service à titre d'essai le 1er octobre 1891 par l'Administration des chemins de fer de l'État belge.
Elle accède au rang de halte en 1913.
En 1901, un bâtiment des recettes et un trottoir (quai) sont réalisés. Ce bâtiment correspond au plan type 1893 dans sa version la plus simple, sans corps de logis ni annexe.
Cierreux fait partie des arrêts de la ligne 42 qui ferment le 3 juin 1984 lorsque le Plan IC-IR entre en application.